# 遠藤一彥
遠藤一彥（1955年4月19日—）為日本的棒球選手，出生於福島縣西白河郡西鄉村。他曾效力於日本職棒橫濱大洋鯨等，守備位置為投手，1992年退休，生涯通算134勝。